# Affaire du Poussin
L'affaire du Poussin (ou affaire Poussin) est une affaire ayant opposé, pendant près de quinze ans, à l'occasion d'une vente aux enchères, la direction des Musées de France et les propriétaires d'un tableau ancien aujourd'hui identifié comme étant Olympos et Marsyas de Nicolas Poussin. Préempté et acquis pour un faible montant lors d'une vente aux enchères par le Musée du Louvre, il y est exposé de 1968 à 1987. Après une longue bataille judiciaire, il est finalement restitué aux propriétaires. Il a, par la suite, longtemps été exposé chez Krugier à Genève et se trouverait aujourd'hui à la Galerie Coatelem de Paris.  
Les débats quant à l'authenticité du tableau ont donné lieu à de nombreuses discussions sur le plan juridique et notamment autour de l'appréciation de la notion d'erreur sur la substance. 

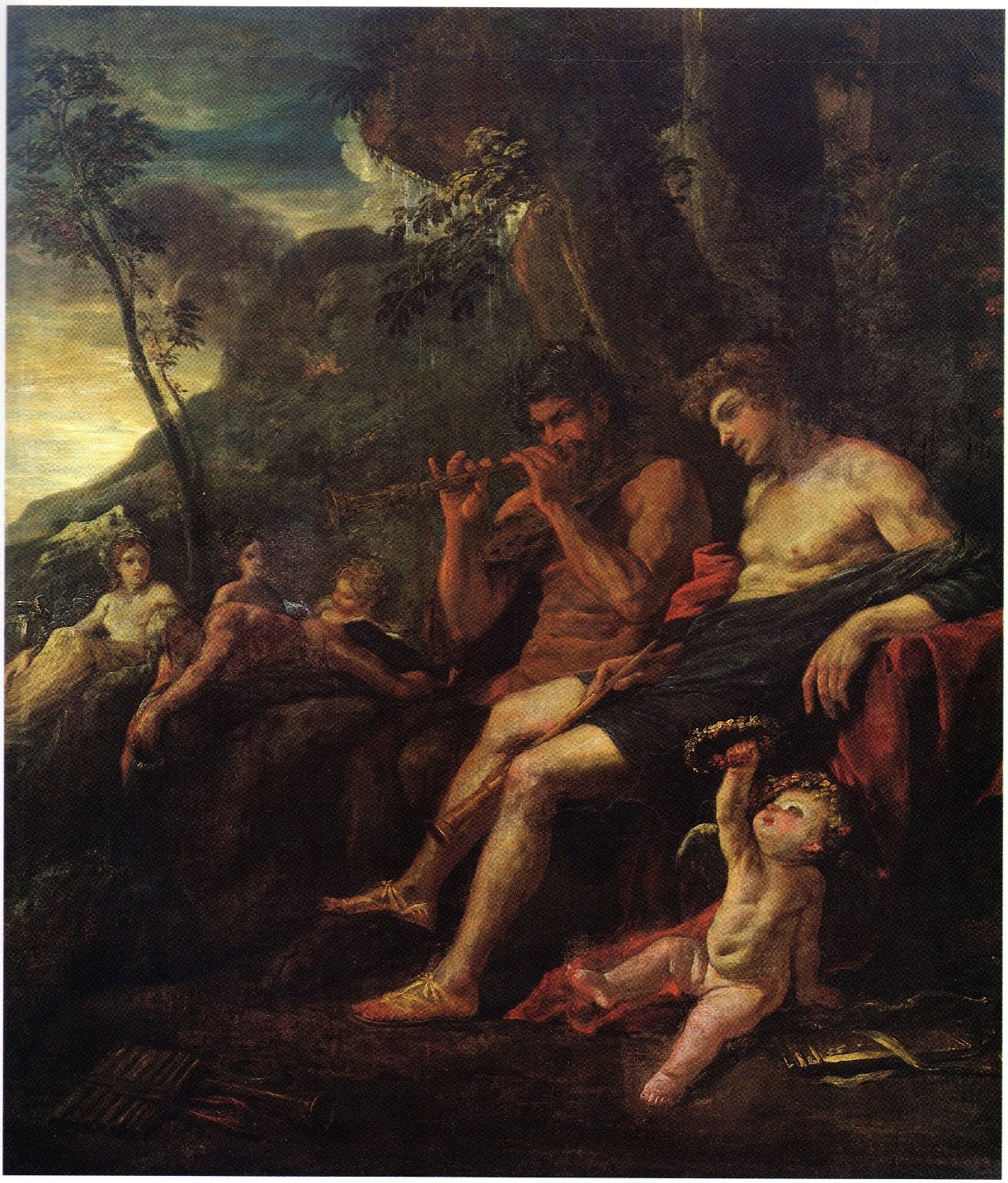
Olympos et Marsyas - Le tableau litigieux de l'affaire Poussin

## Les faits
Les époux Saint-Arroman sont propriétaires d'un tableau ancien que la tradition familiale attribuait à Nicolas Poussin. En vue de vendre aux enchères publiques celui-ci, ils font appel aux commissaires-priseurs de l'étude Maurice Rheims et René-Georges Laurin. Après expertise du tableau, ce dernier se révèle ne pas être de Nicolas Poussin mais de l'École des Carrache. Le 21 février 1968, le tableau est donc modestement adjugé au prix de 2200 F. Or, le jour même, la direction des Musées de France use de son droit de préemption comme le lui reconnaît la loi et acquiert le tableau. Après cette acquisition, le Musée du Louvre expose, à partir de 1969, la toile comme une œuvre de Nicolas Poussin.
Surpris par cette révélation, les époux Saint-Arroman assignent alors la direction des Musées de France en nullité de la vente pour erreur sur la substance.

## La procédure
Cette affaire a donné lieu à une procédure particulièrement tumultueuse. Elle a en effet fait l'objet de quinze ans de procédure de 1972 à 1987 : du Tribunal de grande instance de Paris en première instance en passant par la Cour d'appel de Paris, la Cour d'appel d'Amiens, la Cour de cassation à deux reprises et même le Tribunal des conflits.

### Le Tribunal de grande instance de Paris
Saisi en première instance, le Tribunal de grande instance de Paris donne raison aux époux Saint-Arroman. 

Les juges font en effet valoir qu'au moment de la vente : 
« il n'y a pas eu accord des contractants sur la chose vendue, les vendeurs croyant céder un tableau de l'école des Carrache, tandis que la Réunion des musées nationaux estimait acquérir une œuvre de Poussin ; que la défenderesse a bénéficié ainsi, grâce à la grande supériorité de sa compétence artistique, de l'erreur sur la substance commise par ses cocontractants, telle qu'elle résultait des mentions portées par eux sur le catalogue de l'Hôtel des ventes ; que cette erreur, parfaitement connue de la défenderesse, a vicié le consentement des vendeurs et que, par application de l'article 1110 du Code civil, la vente doit être déclarée nulle »

### Le Tribunal des conflits
Le Tribunal des conflits est saisi à la suite d'un conflit entre le préfet de Paris qui, par arrêté, avait décliné la compétence de la Cour d'appel en invoquant le caractère administratif du contrat et la Cour d'appel de Paris qui s'était, quant à elle, reconnue compétente.
Le Tribunal des conflits dans une décision du 2 juin 1975 annula l'arrêté préfectoral, donnant ainsi compétence à la Cour d'appel de Paris.

### La Cour d'appel de Paris
La Cour d'appel de Paris infirme la position retenue en première instance par le TGI de Paris. Les discussions portent principalement sur la question de l'authenticité du tableau. La Réunion des Musées nationaux argue ainsi de l'incertitude de l'attribution du tableau à Poussin alors même que le conservateur du Louvre publiait dans la Revue du Louvre au moment de l'acquisition du tableau litigieux un article intitulé « Un nouveau Poussin au Louvre ». 
La Cour d'appel fait ainsi valoir que l'attribution du tableau à Poussin est trop hasardeuse en raison des positions non unanimes des spécialistes et de l'état du tableau (seulement 40 % de la peinture primitive ne subsiste). 
Dans de telles conditions la Cour estime alors que la preuve n'est pas faite de l'authenticité de celui-ci et que les époux Saint-Arroman n'apportent pas la preuve de l'existence de l'erreur dont ils estiment avoir été victimes.

### Le premier arrêt de la Cour de cassation
La Cour de cassation casse la décision d'appel au visa de l'article 1110 du Code civil. 

Elle estime ainsi que la Cour d'appel de Paris n'a pas donné de base légale à sa décision en ne recherchant pas si, 
« au moment de la vente, le consentement des vendeurs n'avait pas été vicié par leur conviction erronée que le tableau ne pouvait pas être une œuvre de Nicolas Poussin ».

### La Cour d'appel d'Amiens
La Cour d'appel d'Amiens reprenant certains arguments de la Cour d'appel de Paris concernant l'incertitude autour de l'authenticité du tableau litigieux se focalise ensuite sur la question de l'erreur sur la substance. Elle fait valoir que l'erreur doit être appréciée au jour de la vente. Qu'ainsi il ne peut être constaté de déséquilibre entre les vendeurs et la Réunion des Musées nationaux dans la mesure où la préemption n'est intervenue qu'après l'adjudication du tableau au profit d'un tiers (l'acheteur initial auquel s'est substitué la Réunion des Musées nationaux). De sorte que la Cour d'appel d'Amiens infirme, à son tour, la position des juges de première instance, en rejetant la demande d'annulation pour cause d'erreur.

### Le second arrêt de la Cour de cassation
La Cour de cassation décide au visa de l'article 1110 du Code civil de casser la décision de la Cour d'appel d'Amiens, elle fait valoir 
« qu'en statuant ainsi, et en déniant aux époux Saint-Arroman le droit de se servir d'éléments d'appréciation postérieurs à la vente pour prouver l'existence d'une erreur de leur part au moment de la vente, la cour d'appel a violé le texte susvisé ».

### La Cour d'appel de Versailles : l'épilogue
La décision de la Cour d'appel de Versailles marque la fin des interminables débats provoqués par la vente de ce tableau. 

Elle conclut en expliquant que
« en croyant qu'ils vendaient une toile de l'École des Carrache, de médiocre notoriété, soit dans la conviction erronée qu'il ne pouvait s'agir d'une œuvre de Nicolas Poussin, alors qu'il n'est pas exclu qu'elle ait pour auteur ce peintre, [les époux Saint-Arroman] ont fait une erreur portant sur la qualité substantielle de la chose aliénée et déterminante de leur consentement qu'ils n'auraient pas donné s'ils avaient connu la réalité ; qu'il y a lieu en conséquence, de confirmer le jugement entrepris en ce qu'il a prononcé la nullité de la vente du 21 février 1968 sur le fondement de l'article 1110 du Code civil, et, y ajoutant, d'ordonner la restitution du tableau à Mme Saint-Arroman et de donner acte à celle-ci de son engagement de restituer le prix perçu soit la somme de 2 200 F ».

## L'apport de l'affaire Poussin
L'affaire Poussin s'est révélée riche en rebondissements autant pour les protagonistes que pour les juristes qui ont grandement débattu de la question. Cette affaire est considérée comme une grande affaire tant en raison de la notoriété des différents acteurs qu'à l'égard de la complexité des questions soulevées.
Elle présente aussi une originalité particulière dans la mesure où la demande d'annulation pour erreur ne porte pas sur la prestation du tiers contractant au demandeur mais à l'égard de sa propre prestation. Il est en effet plus fréquent que le contractant argue de l'erreur de la prestation reçue que de sa propre prestation.

### L'erreur sur la substance
L'erreur est généralement définie comme une représentation inexacte de la réalité. Mais, comme nous l'apprend l'affaire Poussin, il n'est pas nécessaire que cette réalité soit un fait certain, il suffit qu'il soit possible. En effet, l'attribution du tableau à Nicolas Poussin n'est pas certaine elle est seulement probable, et pourtant la Cour de cassation admet qu'il s'agit bien là d'une discordance entre la conviction des vendeurs et la réalité.

### Le moment de l'appréciation de l'erreur
L'autre apport de l'arrêt Poussin porte sur le moment de l'appréciation de l'erreur. Les qualités de la chose (ici le tableau) doivent être appréciées par les juges, au jour de la conclusion du contrat mais tout en tenant compte d'éléments postérieurs comme d'éléments antérieurs au contrat. En l'occurrence, la découverte, postérieure à l'adjudication, de la possible attribution du tableau à Nicolas Poussin vient bien créer une discordance entre la croyance des époux Saint-Arroman au moment de la conclusion du contrat (le tableau est attribué à l'École des Carrache) et la réalité (il s'agit d'un tableau de Nicolas Poussin).

### La sécurité juridique
Cette jurisprudence met néanmoins en danger la sécurité juridique dans le milieu du marché de l’art. Dès lors qu’un élément nouveau est découvert sur une œuvre le contrat de vente pourrait alors être remis en cause. C’est sans compter que le délai de prescription de l’action en nullité a pour point de départ la découverte de l’erreur (article 1144 du Code civil, ancien article 1304 du Code civil).
Cette dernière affirmation doit néanmoins être nuancée par le délai butoir de l’article 2232 du Code civil qui prévoit que « le report du point de départ […] ne peut avoir pour effet de porter le délai de prescription extinctive au-delà de vingt ans à compter du jour de la naissance du droit ».